# بانتازي جيكا
كان بانتازي جيكا (عرف أيضًا باسمه القلمي تابازين وجي بانتازي وجاكي 15 مارس 1831 – 17 يوليو 1882) محاميًا وسياسيًا أفلاقيًا رومانيًا في وقت لاحق، واشتهر أيضًا ككاتب مسرحي وشاعر وكاتب قصة قصيرة وناقد أدبي. بصفته واحدًا من الممثلين البارزين لليبرالية والرايكالية في رومانيا، كان جيكا الشقيق الأصغر ليون جيكا، الذي شغل منصب رئيس وزراء مملكة رومانيا في عامي 1866 1867 ومرة أخرى في عامي 1870 و 1871، ومعاونه طوال حياته. بدأ بانتازي جيكا مسيرته السياسية كأحد المشاركين في الثورة الأفلاقية ومعاونًا للمؤرخ والناشط الروماني نيكولاي بالسيسكو، وعضوًا في التجمع الراديكالي الذي ترأسه سي إيه روسيتي. على الرغم من مشاركته مرتين في إدارة مقاطعة بوزاو، عاش جيكا معظم حياته في المنفى أو في بوخارست، وكان أيضًا جنديًا خدم لمصلحة الإمبراطورية العثمانية في حرب القرم. بعد عام 1875، كان جيكا عضوًا بارزًا في الحزب الليبرالي الوطني.
مع اعتباره إجمالًا كاتبًا متوسطًا، اشتهر جيكا بشكل رئيسي بعلاقاته مع شخصيات أدبية مثل نيكولاي فيليمون وفاسيل أليكساندري وديميتري بولينتيانو وأليكساندرو أودوبيسكو وأليكساندرو ماسيدونسكي، وأيضًا بمجادلاته المطولة مع تجمع خونيميا الأدبي المحافظ. تعرضت أعمال جيكا وقناعاته السياسية لانتقادات وغالبًا ما كانت موضع سخرية من قبل مثقفي خونيميا مثل تيتو مايوريسكو وميهاي إيمينيسكو ويون لوكا كاراجيال. ومن المرجح بشدة أنه كان واحدًا من السياسيين الليبراليين غير المحددة هوياتهم الذين وُصفوا بشكل سلبي في قصيدة إيمينيسكو سكريسواريا إيه 3 إيه.
كان بانتازي جيكا يعاني من الحداب. وبشكل ملحوظ، يذكر هذا العيب الجسدي بشكل ساخر في قصيدة إيمينسكو وفي السيرة الذاتية التي ألفها كاراجيال، دين كارنيتول أونوي فيتشي سوفلور.

## سيرة حياته

### نشأته ونشاطاته الثورية
ولد بانتازي لأسرة جيكا، وهي أسرة من أسياد وبويار يونان الفنار في إمارات الدانوب، وكانت الأسرة تعود إلى أصول يونانية وألبانية. كان بانتازي الابن ال 12 من بين 15 ولدًا ولدوا للبان ديميتري جيكا وزوجته ماريا كامبينيانو (وهي بويارة من أسرة كامبينيانو). كان يون وبانتازي وتيميستكول وماريا جيكا الأولاد الوحيدين الذين عاشوا حتى سن البلوغ. 
شأنه شأن أشقائه، درس بانتازي جيكا في جامعة القديس سافا في عاصمة الأفلاق. وبدأت في تلك الفترة تقريبًا صداقته بالشاعر بولينتيانو الذي كان يكبره ب 12 عامًا وكان قد خلق صداقة بشكل مسبق مع يون جيكا. أخذته والدته في وقت لاحق إلى فرنسا، حيث يعرف أنه أقام في مدرسة داخلية. عند عودته إلى الأفلاق في عام 1847، إلى جانب شقيقه، اشترك جيكا في الاضطرابات التي قادت إلى انتفاضة عام 1848، وأصبح سكرتيرًا لبالسيسكو. قبل أن تتمكن الثورة من الإطاحة بالأمير جيورج بيبيسكو وأن تقيم إدارة جديدة، أرسل بالسيسكو باتنازي جيكا كمحرض في خدمة التنظيم الثوري فراتيا. أوكلت إلى جيكا مهمة الترويج للبروباغاندا في مقاطعات بوزاو وبراهوفا. سحق تدخل روسي عثماني شهير التمرد في خريف تلك السنة نفسها، ليعيد إقامة حكومة القانون الأساسي (البغدان والأفلاق). اعتقل شقيقا جيكا، شأنهما شأن معظم الثوريين، ونفيا إلى الأفلاق. 

### المنفى
استقر جيكا الأصغر في باريس، حيث كانت والدته ماريا ما تزال تقيم. في أعقاب وفاتها، انتقل جيكا إلى إسطنبول وانضم إلى شقيقه إيون (الذي منح بعد فترة قصيرة الحماية من قبل السلطان عبد المجيد الأول). بحلول العام 1849 أقام جيكا صداقة وثيقة في باريس مع مجموعة من الثوريين الأفلاقيين في المنفى، من بينهم دي بيريندي والطبيب إياتروبولو وأليكساندرو زيسو وجيورج كريتيانو، ووقع المنفيون الخمسة معاهدة أخوة الدم.
حضر جيكا اجتماعات الطبقة العليا وأقام صداقة مع مغني تينور في فرقة باريس للأوبرا الوطنية. وادعى في وقت لاحق أنه حافظ على صلات وثيقة بالشخصيات الأدبية الباريسية الشهيرة كأليكساندر دوماس وألفريد دي موسيت، وأنه عرفهما على الثقافة الرومانية، إلا أن هذا كان محط جدال من قبل خصومه الرومانيين، الذين أشاروا إلى أن الرواية هذه تقدم تفاصيل غير دقيقة. تشير أقاويل إلى أنه أقام صلات مع الناقد الأدبي جين بابتيست ألفونسو كار والموسيقيين دانييل أوبر وفرومينتال هالفي والكاتب المسرحي يوجين سكرايب. من المحتمل أن جيكا درس في كلية الحقوق لفترة من الوقت في جامعة باريس، إلا أنه يبقى من غير الواضح إذا ما أتم تعليمه. ادعى خصومه في وقت لاحق أن بانتازي جيكا أمضى وقتًا أطول في سجن المدينين مما أمضى بين الطلاب، في حين يعرف أن يون جيكا كان يعترض على نمط حياة شقيقه وأنه طلب من بالسيسكو أن يراقبه.
في العام 1850 تقريبًا، وقع جيكا بحب كاميلا دي فيرنيكس، التي كانت إحدى قريبات أسرة مضيفته السابقة، إيمي جوييت دي فيرنيكس. تزوج الثنائي في شهر مارس من عام 1852، حين حصلت كاميلا على إذن زواج من ماري دومينيك أوغوست سيبور، مطران باريس. تشير سجلات الأحداث أن مسألة الزواج لم تحسم إلا بعد جدال طويل: وافق جيكا الأورثوذوكسي الروماني في البداية على تعميد أولاده وفقًا للطقوس الكاثوليكية، ومن ثم تراجع عن ذلك تاركًا المطران سيبور ليوافق بعد حصوله منه على موافقة شفوية أقل إقناعًا. عقد حفل الزواج في الكنيسة الأرثوذوكسية اليونانية في مرسيليا.
عاد الأخوين جيكا إلى بوخاريست بشكل منفصل خلال أواخر الخمسينيات من القرن التاسع عشر. تصادف وصولهما مع اندلاع حرب القرم: انضم بانتازي جيكا إلى الجيش العثماني وخدم كملازم في فيلق القوزاق (الذي كان جزءًا من الحرس الإمبراطوري). بعد نيله ترقيات وأوسمة، تواجد من جديد في بوخاريست مع هزيمة روسيا وأتاحت معاهدة باريس للأفلاق تشكيل حكومة جديدة. تقدم يون جيكا، الذي رقي إلى رتبة بك جزيرة ساموس في عام 1854، دون نجاح إلى منصب أمير الأفلاق خلال عام 1858، ووصل في وقت لاحق إلى مناصب وزارية.

### مدع عام ومحام وصحفي
بين عامي 1856 و1858، كان جيكا مدعيًا عامًا في مقاطعة دامبوفيتا، قبل أن يبدأ ممارسته الخاصة كمحام في كاليه فيكتوريي في بوخاريست. أصبح بانتازي جيكا في وقت لاحق واحدًا من الناشطين الليبراليين، وانضم إلى جناحهم الأكثر راديكالية الذي كان يترأسه روسيتي. حدث ذلك في فترة اتحدت فيها الأفلاق مع مولدافيا تحت حكم أليكساندرو إيون كوزا (أُعلن ذلك في عام 1859، وطبق في عام 1862). في أعقاب انتخاب كوزا في كلا البلدين، انضم جيكا إلى الخدمة المدنية، وحل في البداية محل صديقه جورج كريتيانو كمفتش في وزارة العدل (منذ أبريل حتى سبتمبر من عام 1859) ورئيس قسم في وزارة الشؤون الخارجية (قبل عام 1860). وعاد إلى ممارسته الخاصة، وكان في العام 1861 ممثلًا قانونيًا لأشخاص اعتقلوا خلال أعمال الشغب المناهضة للوحدة في كرايوفا. في عام 1862، عين محاميًا في وزارة التعليم. 
في عام 1859، انضم بانتازي جيكا إلى ديميتري بولينتينيانو في تحرير صحيفة دامبوفيتا. إلا أن مقالاته في السنة نفسها كانت موضوع فضيحة واعتقل بسبب تهمة بانتهاك أخلاقيات الصحافة. تشارك جيكا زنزانة مع زميله إن تي أوراسانو، الذي كان خصمًا شهيرًا لحكم كارول. كان جيكا أيضًا مقربًا من الكاتب أليكساندرو أودوبيسكو، وبعد العام 1861، تعاون معه على إصدار مجلته الأدبية الشهرية ريفيستا رومانا. في تلك الفترة نشر جيكا مراجعة نقدية لسيوكوي فيتشي سي نوي، والتي كانت رواية ألفها صديقه نيكولاي فيليمون، وهو ما أغضب الأخير (وتعكرت العلاقة بين الاثنين نتيجة لذلك). لفترة خلال تلك السنوات، حرر جيكا مجلتين ساخرتين، باكالا(سميت تكريمًا للشخصية الفولكلورية) وسكرانسيوبول. 
في عام 1863، ذهب جيكا في رحلة إلى مولدافيا، حيث زار قريبته كليوباترا جيكا زيارة خاصة (تزوجت أحد أفراد أسرة تروبيتسكوي الروسية). وخضع مجددًا لمحاكمة بتهمة التشهير، إلا أنه تمكن من إثبات أن المقالات المجرّمة لم تكن مقالات من تأليفه. اهتم جيكا أيضًا بأنشطة ياكوب نيغروزي، وهو كاتب مولدافي المولد وصل إلى بوخاريست نحو العام 1865، وكان جيكا هو من قدم نيجروزي إلى دائرة روسيتي. بحلول السبعينيات من القرن التاسع عشر، كان يساهم أيضًا بمقالات لصحيفة روسيتي رومانول. وخلال الفترة ذاتها، بدأ بنشر مقالات أدبية في ريفيستا كونتيمبورانا.
في عام 1866، حل كارول الأول محل كوزا كحاكم لرومانيا. ومن الواضح أن بانتازي جيكا لعب دورًا ثانويًا في مؤامرة الإطاحة بكوزا كقائد محلي لحرس المواطنين. عين جيكا في وقت لاحق من قبل أولى حكومات شقيقه في منصب ممثل الحكومة في مقاطعة بوزاو. لاقى التعيين ترحيبًا من قبل فاسيل أليكساندري الذي استمر بمراسلات دقيقة مع كلا شقيقيه.